# 保羅·安德森 (演員)
保羅·安德森（英語：Paul Anderson，1978年11月19日—），英格蘭男演員。著名作品如電影《福爾摩斯2：詭影遊戲》（2011年）、《暴亂夜》（2014年）和《神鬼獵人》（2015年）。2013年起在電視劇《浴血黑帮》擔任主要演員。

## 早期生活
保羅·安德森出生於倫敦。有些親密的朋友會稱呼他為「博伊西」（Boycey）。

## 外部連結
- 保羅·安德森在互联网电影资料库（IMDb）上的資料（英文）